# Idaea despertata
Idaea despertata là một loài bướm đêm trong họ Geometridae.